# INNOVATION WORLD
『INNOVATION WORLD』（イノベーションワールド）は、2015年5月31日からJ-WAVEで放送されているラジオ番組である。月1回の不定期番組として開始され、2017年4月にレギュラー化され、2019年4月からは毎週金曜日 20:00～22:00に放送されている。

## 概要
『INNOVATION WORLD』は話題のテクノロジーやアイデア、それ以外にもあるイノベーションのストーリーをJ-WAVEならではの音楽エンターテイメントの形で届け、「いま、世の中ってこんなに面白い」「自分もやってみたい」と思う人を増やしたい、という思いから企画された。番組はm-flo・VERBALが手掛けるイノベーター発掘プログラムとして開始し、放送当初は毎月最終週の特番としてオンエアされていたが、2017年4月よりレギュラー放送がスタートした。
イノベーションとテクノロジーをテーマに未来を探るプログラムというコンセプトのもと放送されている。コーナーの「KYOCERA TECHNOLOGY COLLEGE」では毎月一人の講師を迎え、一般公募による学生に向けてオンライン授業を行っており、週替わりのテーマでその授業の模様を届けていた。2024年4月から毎月各界のゲスト講師から“未来への必修科目”を教わるをテーマにした「FRONT ROW STUDENTS」がスタートし引き続き乃木坂46の池田瑛紗が出演。
現在の番組ハッシュタグは「#iw813」。2020年4月から同局の毎週日曜日に放送されている『INNOVATION WORLD ERA』は 兄弟番組に当たる。
ラジオ番組の他に、「テクノロジーと音楽で日本をイノベーション」がテーマの日本最大級のクリエイティブ・フェスティバル「J-WAVE INNOVATION WORLD FESTA」（通称：イノフェス）をプロデュースしている。

## ナビゲーター
現在のナビゲーター
- 川田十夢（2017年1月29日 - ）
- 池田瑛紗（乃木坂46）
  - （2023年9月1日 - 2024年3月29日、KYOCERA TECHNOLOGY COLLEGE内）[7]　
  - （2024年4月5日 - 、FRONT ROW STUDENTS内）[5]

過去のナビゲーター
- 早川聖来（当時乃木坂46）（2021年4月2日 - 2023年8月25日、KYOCERA TECHNOLOGY COLLEGE内）[1]
- VERBAL（2015年5月31日 - 2016年12月25日、のち不定期出演）

## 放送時間
以下の時間はすべて日本標準時に基づく。
- 毎月最終日曜 22:00 - 23:00（2015年5月31日 - 2017年3月26日）

- 毎週金曜 22:00 - 23:00（2017年4月7日 - 2019年3月29日）
- 毎週金曜 20:00 - 22:00（2019年4月5日 - ）

## J-WAVE INNOVATION WORLD FESTA
「J-WAVE INNOVATION WORLD FESTA」はテクノロジー、音楽、エンターテインメント、サイエンス、アートのクロスオーバーを掲げて、筑波大学とラジオ局J-WAVEが主催するデジタル・クリエイティブフェスティバル。初の開催となったJ-WAVE INNOVATION WORLD FESTA 2016は2016年5月15～17日に行われた科学技術の国際会議「第42回先進国首脳会議・つくば科学技術大臣会合」（茨城・つくば市）のプレイベントとして行われた。2020年は新型コロナウイルス感染症（COVID-19）の影響による価値観やライフスタイルの変化を鑑み、有楽町センタービルのコニカミノルタプラネタリアTOKYOをハブ会場として初の無観客でのオンライン開催で行われた。2021年からは有観客とオンライン配信のハイブリッドで開催、2021年22年の総合司会は川田十夢と早川聖来、23年は川田十夢と池田瑛紗が担当した。
- J-WAVE INNOVATION WORLD FESTA 2016（2016年5月4日、茨城県筑波大学）[8]
- J-WAVE INNOVATION WORLD FESTA 2017（2017年6月3日、つくばカピオ）[12]
- J-WAVE 30th ANNIVERSARY FESTIVAL INNOVATION WORLD FESTA 2018 Supported by CHINTAI（2018年9月29日 - 30日、虎ノ門ヒルズ・六本木ヒルズ）[13]
- J-WAVE INNOVATION WORLD FESTA 2019 supported by CHINTAI（2019年9月28日 - 29日、虎ノ門ヒルズ・六本木ヒルズ）[14]
- J-WAVE INNOVATION WORLD FESTA 2020 supported by CHINTAI（2020年10月17日 - 18日、有楽町センタービル・コニカミノルタプラネタリアTOKYO）[15]
- J-WAVE INNOVATION WORLD FESTA 2021（2021年10月9日 - 10日、虎ノ門ヒルズ・六本木ヒルズ）[9]
- J-WAVE INNOVATION WORLD FESTA 2022（2022年10月21日 - 23日、虎ノ門ヒルズ・六本木ヒルズ）[16]
- J-WAVE INNOVATION WORLD FESTA 2023（2023年10月13日 - 15日、虎ノ門ヒルズ・六本木ヒルズ）[7]